# Alimentacija
Alimentacija (eng. alimony) je ime za financijsku obvezu podrške jednog od supružnika nakon rastave braka. Alimentacija je utvrđeno kroz razvodno pravo ili obiteljsko pravo, i zasniva se na osnovi da supružnici kad su u braku ili civilnoj uniji imaju apsolutnu obvezu podrške jedan za drugoga. Alimentacija je ništa drugo nego nastavak te obveze nakon separacije ili rastave. 
Ima određen iznos koji mora plaćati roditelj koji nema dijete. 